# Niels Keus
Niels Keus (Laren, 16 september 1939)is een Nederlands keramist en beeldhouwer.

## Leven en werk
Keus is een zoon van de kunstenaar Cornelis (Kees) Keus (1905-1987) en Maria Catharina van der Voort. Zus Katinka Keus maakte kostuums en decors voor theater maar specialiseerde zich in het restauratie en conservering van oude boeken met name voor musea of verzamelaars van antieke boeken. Andere zus Maud Keus belandde in de theater- en televisiewereld.
Hij studeerde in 1961 af in de keramische richting bij het Instituut voor Kunstnijverheidsonderwijs in Amsterdam. Keus was van 1962 tot 1970 in dienst als ontwerper van keramiek voor Zenith in Gouda. Als zelfstandig kunstenaar maakt hij onder meer plastieken van hout, zink en cortenstaal.
Keus sloot zich aan bij BBK '69 en de Nederlandse Kring van Beeldhouwers. Hij exposeerde meerdere malen.

## Werken (selectie)
- 1975 Zonder titel, in de volksmond Zonneschijf, Nelson Mandelapark, Amsterdam
- 1989 Zonder titel, Rekerhoutpark te Alkmaar[6]
- werk voor LTS in Edam

## Werk in openbare collecties
- Stedelijk Museum Amsterdam

## Galerij

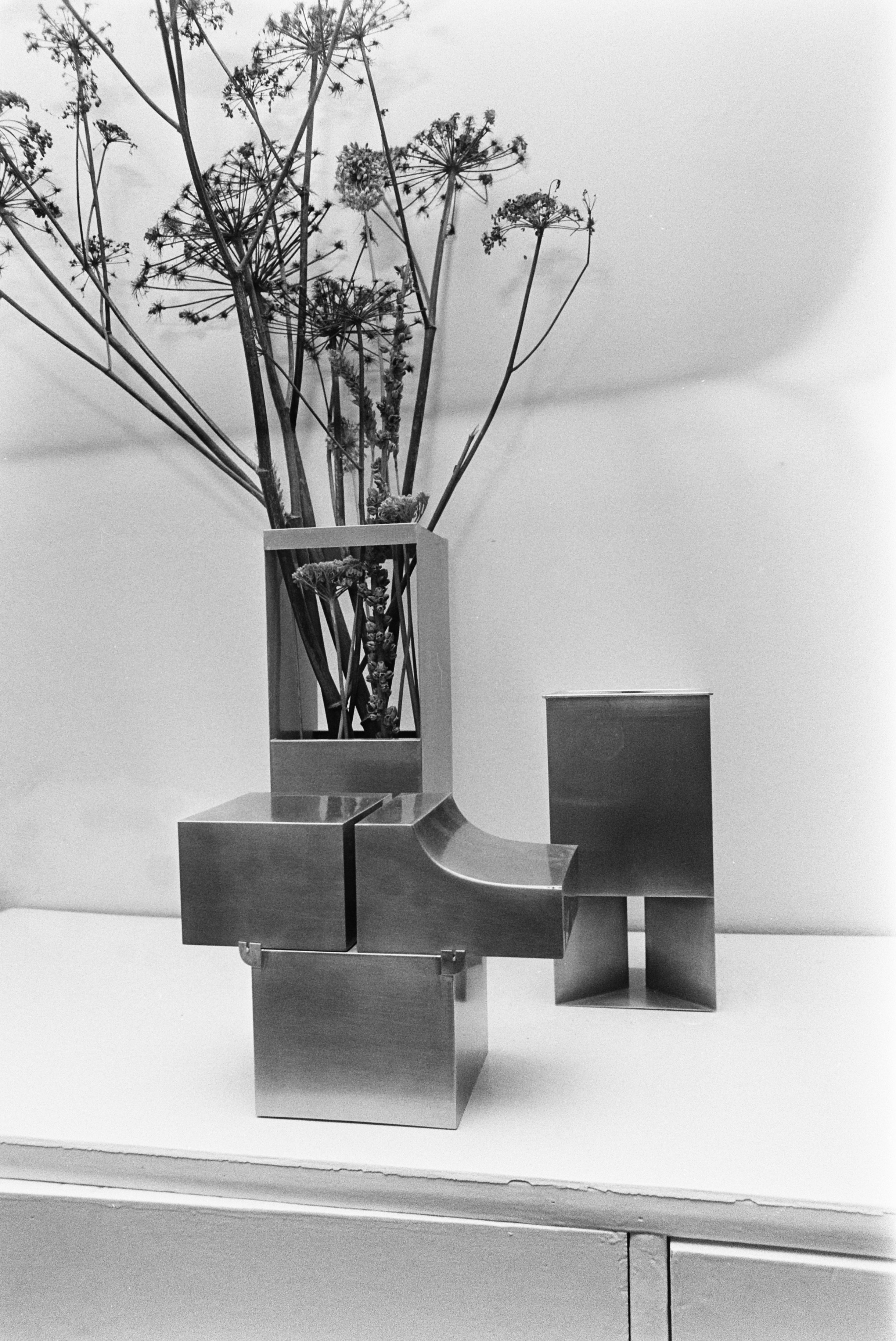
Eva
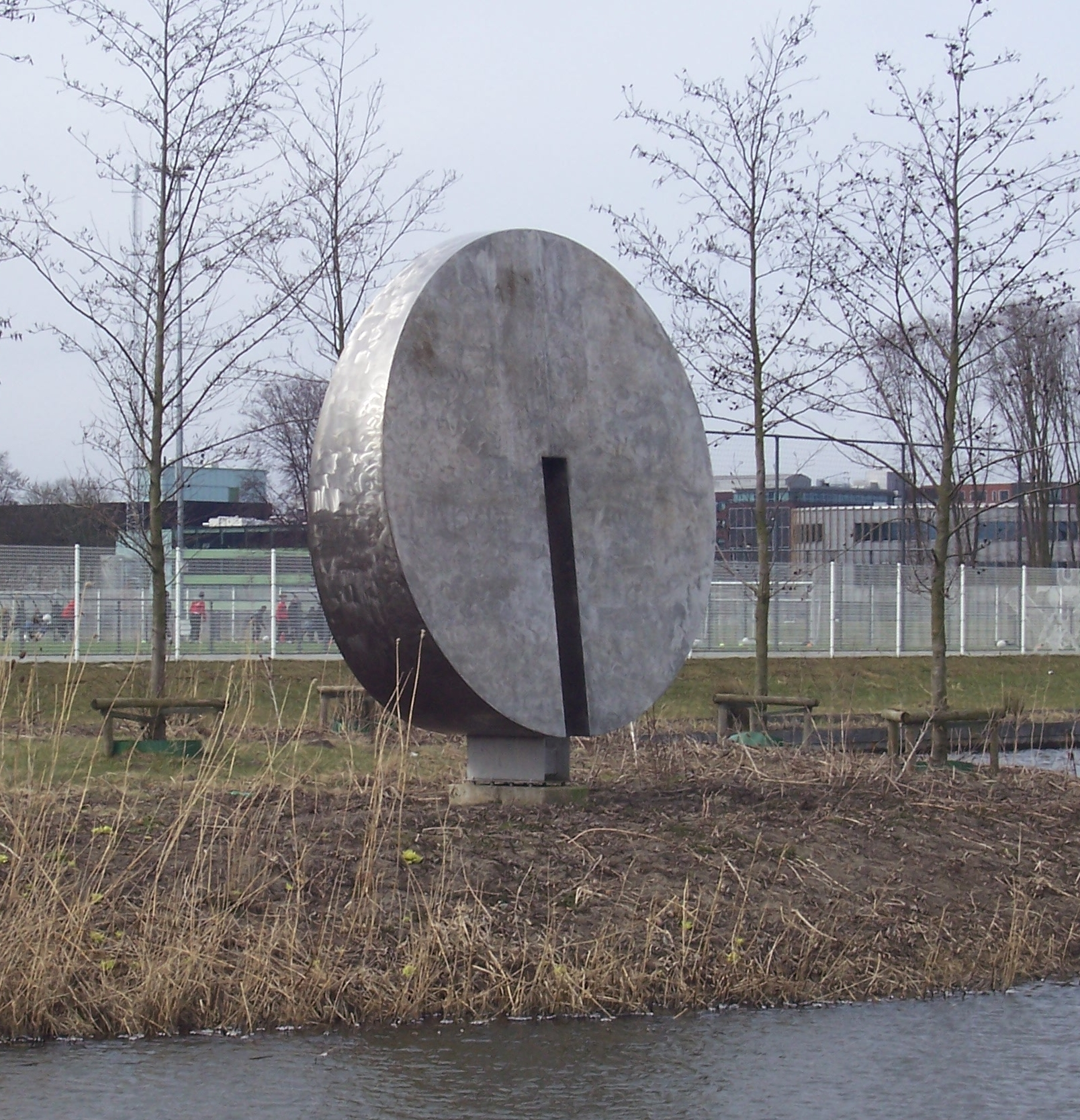
Zonneschijf
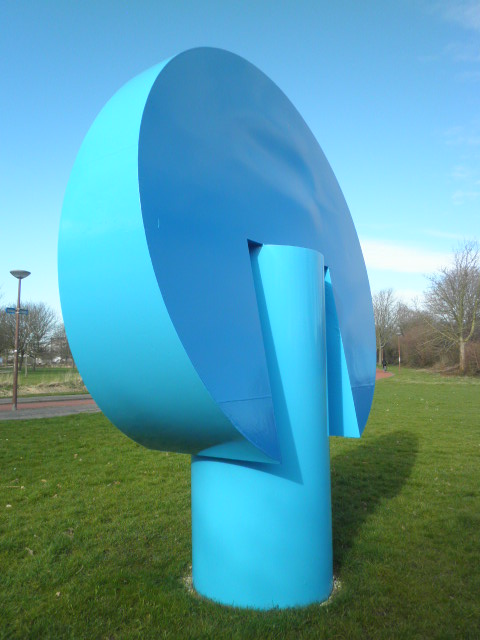
Naamloos kunstwerk, Rekerhoutpark, Alkmaar

- RKD-Nederlands Instituut voor Kunstgeschiedenis: 44186
- Union List of Artist Names: 500699573